# Hydrophorus freyi
Hydrophorus freyi är en tvåvingeart som beskrevs av Stora 1954. Hydrophorus freyi ingår i släktet Hydrophorus och familjen styltflugor. Arten är reproducerande i Sverige. Inga underarter finns listade i Catalogue of Life.